# Pakistan Super League 2020
Die Pakistan Super League 2020 war die fünfte Saison der im Twenty20-Format ausgetragenen Pakistan Super League für pakistanische Cricket-Franchises. Die Vorrunde fand vom 20. Februar bis 15. März 2020 statt. Die Playoffs wurden auf Grund der COVID-19-Pandemie verschoben und vom 14. bis 17. November ausgetragen. Im Finale setzten sich die Karachi Kings mit 5 Wickets gegen die Lahore Qalandars durch.

## Franchises
Dieses Jahr nehmen sechs Franchises am Turnier teil.
| Franchise         | Heimatort |
| ----------------- | --------- |
| Islamabad United  | Islamabad |
| Karachi Kings     | Karatschi |
| Lahore Qalandars  | Lahore    |
| Peshawar Zalmi    | Peschawar |
| Quetta Gladiators | Quetta    |
| Multan Sultans    | Multan    |

## Austragungsorte
Zum ersten Mal seit der Gründung der Pakistan Super League wird der ganze Wettbewerb nur in Pakistan ausgetragen.
| Austragungsort             | Ort        | Kapazität |
| -------------------------- | ---------- | --------- |
| Gaddafi Stadium            | Lahore     | 27.000    |
| National Stadium           | Karatschi  | 34.228    |
| Rawalpindi Cricket Stadium | Rawalpindi | 15.000    |
| Multan Cricket Stadium     | Multan     | 35.000    |

## Kader
| Islamabad United | Karachi Kings | Lahore Qalandars | Multan Sultans | Peshawar Zalmi | Quetta Gladiators |
| --- | --- | --- | --- | --- | --- |
| - Shadab Khan (K) - Luke Ronchi (wk) - Amad Butt - Faheem Ashraf - Asif Ali - Hussain Talat - Muhammad Musa - Rizwan Hussain - Dale Steyn - Colin Ingram - Colin Munro - Rumman Raees - Zafar Gohar - Phil Salt - Akif Javed - Dawid Malan - Rassie van der Dussen - Saif Badar - Ahmed Safi Abdullah | - Imad Wasim (K) - Babar Azam - Mohammad Rizwan (wk) - Iftikhar Ahmed - Mohammad Amir - Aamer Yamin - Usama Mir - Umer Khan - Alex Hales - Chris Jordan - Sharjeel Khan - Cameron Delport - Ali Khan - Chadwick Walton (wk) - Dan Lawrence - Umaid Asif - Mitchell McClenaghan - Liam Plunkett - Awais Zia - Arshad Iqbal - Waqas Maqsood | - Sohail Akhtar (K) - Mohammad Hafeez - Dilbar Hussain - Abid Ali - Salman Ali Agha - Shaheen Afridi - Ben Dunk (wk) - David Wiese - Haris Rauf - Dane Vilas (wk) - Salman Butt - Usman Shinwari - Fakhar Zaman - Chris Lynn - Samit Patel - Seekkuge Prasanna - Jaahid Ali (wk) - Raja Farzan - Muhammad Faizan - Lendl Simmons - Salman Irshad - Maaz Khan | - Shan Masood (K) - Shahid Afridi - Rohail Nazir (wk) - Ali Shafiq - Mohammad Irfan - Mohammad Ilyas - James Vince - Junaid Khan - Moeen Ali - Rilee Rossouw - Zeeshan Ashraf (wk) - Ravi Bopara - Sohail Tanvir - Wayne Madsen - Khushdil Shah - Fabian Allen - Usman Qadir - Imran Tahir - Bilawal Bhatti - Asad Shafiq | - Wahab Riaz (K) - Sikandar Raza - Daren Sammy - Kamran Akmal (wk) - Hammad Azam - Shoaib Malik - Hasan Ali - Umar Amin - Imam-ul-Haq - Kieron Pollard - Tom Banton (wk) - Liam Dawson - Lewis Gregory - Carlos Brathwaite - Mohammad Mohsin - Yasir Shah - Rahat Ali - Adil Amin - Dwaine Pretorius - Liam Livingstone - Haider Ali - Mohammad Amir Khan - Aamir Ali - Mohammad Irfan - Ali Khan | - Sarfaraz Ahmed (K, wk) - Umar Akmal - Ahmed Shehzad - Ahsan Ali - Ben Cutting - Mohammad Hasnain - Mohammad Nawaz - Naseem Shah - Shane Watson - Jason Roy - Fawad Ahmed - Tymal Mills - Abdul Nasir - Sohail Khan - Khurram Manzoor - Keemo Paul - Arish Ali Khan - Azam Khan (wk) - Zahid Mahmood - Anwar Ali - Omair Yousuf |

## Resultate

### Gruppenphase
Tabelle
Die ersten vier nach der Vorrunde qualifizieren sich für die Playoffs.
| Teams             | Sp. | S | N | NR | P  | NRR    |
| ----------------- | --- | - | - | -- | -- | ------ |
| Multan Sultans    | 10  | 6 | 2 | 2  | 14 | +1.031 |
| Karachi Kings     | 10  | 5 | 4 | 1  | 11 | −0.190 |
| Lahore Qalandars  | 10  | 5 | 5 | 0  | 10 | −0.072 |
| Peshawar Zalmi    | 10  | 4 | 5 | 1  | 9  | −0.055 |
| Quetta Gladiators | 10  | 4 | 5 | 1  | 9  | −0.722 |
| Islamabad United  | 10  | 3 | 6 | 1  | 7  | +0.185 |

Spiele
| 20. Februar Scorecard | Karatschi | Islamabad United 168 (19.1)             | – | Quetta Gladiators 171-7 (18.3) |
|                       |           | Quetta Gladiators gewinnt mit 3 Wickets |   |                                |

| 21. Februar Scorecard | Karatschi | Karachi Kings 201-4 (20)          | – | Peshawar Zalmi 191-7 (20) |
|                       |           | Karachi Kings gewinnt mit 10 Runs |   |                           |

| 21. Februar Scorecard | Lahore | Lahore Qalandars 138-8 (20)          | – | Multan Sultans 142-5 (16.1) |
|                       |        | Multan Sultans gewinnt mit 5 Wickets |   |                             |

| 22. Februar Scorecard | Karatschi | Quetta Gladiators 148-8 (20)          | – | Peshawar Zalmi 153-4 (18.3) |
|                       |           | Peschawar Zalmi gewinnt mit 6 Wickets |   |                             |

| 22. Februar Scorecard | Lahore | Multan Sultans 164-8 (20)              | – | Islamabad United 165-2 (16.4) |
|                       |        | Islamabad United gewinnt mit 8 Wickets |   |                               |

| 23. Februar Scorecard | Karatschi | Karachi Kings 156-9 (20)                | – | Quetta Gladiators 157-5 (19) |
|                       |           | Quetta Gladiators gewinnt mit 5 Wickets |   |                              |

| 23. Februar Scorecard | Lahore | Lahore Qalandars 182-6 (20)           | – | Islamabad United 183-9 (19.5) |
|                       |        | Islamabad United gewinnt mit 1 Wicket |   |                               |

| 26. Februar Scorecard | Multan | Peshawar Zalmi 123 (18.3)            | – | Multan Sultans 124-4 (14.5) |
|                       |        | Multan Sultans gewinnt mit 6 Wickets |   |                             |

| 27. Februar Scorecard | Rawalpindi | Islamabad United 187-7 (20)             | – | Quetta Gladiators 190-5 (19.4) |
|                       |            | Quetta Gladiators gewinnt mit 5 Wickets |   |                                |

| 28. Februar Scorecard | Multan | Multan Sultans 186-6 (20)          | – | Karachi Kings 134 (17) |
|                       |        | Multan Sultans gewinnt mit 52 Runs |   |                        |

| 28. Februar Scorecard | Rawalpindi | Peshawar Zalmi 132-7 (12/12)        | – | Lahore Qalandars 116-6 (12/12) |
|                       |            | Peschawar Zalmi gewinnt mit 16 Runs |   |                                |

| 29. Februar Scorecard | Multan | Multan Sultans 199-5 (20)          | – | Quetta Gladiators 169-7 (20) |
|                       |        | Multan Sultans gewinnt mit 30 Runs |   |                              |

| 29. Februar Scorecard | Rawalpindi | Islamabad United | – | Peshawar Zalmi |
|                       |            | Spiel abgesagt   |   |                |

| 1. März Scorecard | Rawalpindi | Islamabad United 183-3 (20)         | – | Karachi Kings 187-5 (18.4) |
|                   |            | Karachi Kings gewinnt mit 5 Wickets |   |                            |

| 2. März Scorecard | Rawalpindi | Peshawar Zalmi 151-8 (20)           | – | Karachi Kings 152-4 (18.1) |
|                   |            | Karachi Kings gewinnt mit 6 Wickets |   |                            |

| 3. März Scorecard | Lahore | Lahore Qalandars 209-5 (20)          | – | Quetta Gladiators 172 (20) |
|                   |        | Lahore Qalandars gewinnt mit 37 Runs |   |                            |

| 4. März Scorecard | Lahore | Islamabad United 198-3 (20)          | – | Lahore Qalandars 127 (18.5) |
|                   |        | Islamabad United gewinnt mit 71 Runs |   |                             |

| 5. März Scorecard | Rawalpindi | Peshawar Zalmi 170-6 (15/15)       | – | Quetta Gladiators 140-7 (15/15) |
|                   |            | Peshawar Zalmi gewinnt mit 30 Runs |   |                                 |

| 6. März Scorecard | Lahore | Multan Sultans 102-6 (16.5) | – | Karachi Kings |
|                   |        | No Result                   |   |               |

| 7. März Scorecard | Rawalpindi | Islamabad United 195-5 (20)                    | – | Peshawar Zalmi 85-2 (9/9) |
|                   |            | Peshawar Zalmi gewinnt mit 7 Runs (D/L method) |   |                           |

| 7. März Scorecard | Lahore | Quetta Gladiators 98-9 (20)            | – | Lahore Qalandars 100-2 (11.5) |
|                   |        | Lahore Qalandars gewinnt mit 8 Wickets |   |                               |

| 8. März Scorecard | Rawalpindi | Islamabad United 91-7 (9/9)          | – | Multan Sultans 94-1 (6.4/9) |
|                   |            | Multan Sultans gewinnt mit 9 Wickets |   |                             |

| 8. März Scorecard | Lahore | Karachi Kings 187-5 (20)               | – | Lahore Qalandars 190-2 (19.1) |
|                   |        | Lahore Qalandars gewinnt mit 8 Wickets |   |                               |

| 10. März Scorecard | Lahore | Peshawar Zalmi 187-7 (20)              | – | Lahore Qalandars 189-5 (19.5) |
|                    |        | Lahore Qalandars gewinnt mit 5 Wickets |   |                               |

| 11. März Scorecard | Lahore | Quetta Gladiators | – | Multan Sultans |
|                    |        | Spiel abgesagt    |   |                |

| 12. März Scorecard | Karatschi | Lahore Qalandars 150-5 (20)          | – | Karachi Kings 151-0 (17.1) |
|                    |           | Karachi Kings gewinnt mit 10 Wickets |   |                            |

| 13. März Scorecard | Karatschi | Multan Sultans 154-6 (20)         | – | Peshawar Zalmi 151-7 (20) |
|                    |           | Multan Sultans gewinnt mit 3 Runs |   |                           |

| 14. März Scorecard | Karatschi | Islamabad United 136-6 (20)         | – | Karachi Kings 137-6 (19.2) |
|                    |           | Karachi Kings gewinnt mit 4 Wickets |   |                            |

| 15. März Scorecard | Lahore | Multan Sultans 186-6 (20)              | – | Lahore Qalandars 191-1 (18.5) |
|                    |        | Lahore Qalandars gewinnt mit 9 Wickets |   |                               |

| 15. März Scorecard | Karatschi | Karachi Kings 150-5 (20)                | – | Quetta Gladiators 154-5 (16.2) |
|                    |           | Quetta Gladiators gewinnt mit 5 Wickets |   |                                |

### Playoffs
|  | Halbfinale (Eliminator) | Halbfinale (Eliminator) | Halbfinale (Eliminator) |            |                  | Vorschlussrunde (Qualifier) | Vorschlussrunde (Qualifier) | Vorschlussrunde (Qualifier) |                  |            | Finale (Final) | Finale (Final) | Finale (Final) |
|  |                         |                         |                         |            |                  |                             |                             |                             |                  |            |                |                |                |
|  | 1                       | Multan Sultans          | 141/7 (20); 9/0 (1)     |            |                  |                             |                             |                             |                  |            |                |                |                |
|  | 2                       | Karachi Kings           | 141/8 (20); 13/2 (1)    |            |                  |                             |                             |                             |                  | 2          | Karachi Kings  | 135/5 (18.4)   |                |
|  | 2                       | Karachi Kings           | 141/8 (20); 13/2 (1)    | 1          | Multan Sultans   | 157 (19.1)                  |                             |                             |                  | 2          | Karachi Kings  | 135/5 (18.4)   |                |
|  |                         |                         |                         | 1          | Multan Sultans   | 157 (19.1)                  |                             | 4                           | Lahore Qalandars | 134/7 (20) |                |                |                |
|  |                         | 4                       | Peshawar Zalmi          | 182/6 (20) |                  |                             |                             | 4                           | Lahore Qalandars | 134/7 (20) |                |                |                |
|  | 3                       | 4                       | Peshawar Zalmi          | 182/6 (20) | Lahore Qalandars | 170/9 (20)                  |                             |                             |                  |            |                |                |                |
|  | 3                       |                         |                         |            | Lahore Qalandars | 170/9 (20)                  |                             |                             |                  |            |                |                |                |
|  | 4                       | Peshawar Zalmi          | 171/5 (19)              |            |                  |                             |                             |                             |                  |            |                |                |                |

### Halbfinale 1
| 14. November Scorecard | Karatschi | Multan Sultans 141-7 (20) / 9/0 (1)                 | – | Karachi Kings 141-8 (20) / 13/2 (1) |
|                        |           | Unentschieden (Karachi Kings gewinnt im Super Over) |   |                                     |

### Halbfinale 2
| 14. November Scorecard | Karatschi | Peshawar Zalmi 170-9 (20)              | – | Lahore Qalandars 171-5 (19) |
|                        |           | Lahore Qalandars gewinnt mit 5 Wickets |   |                             |

### Vorschlussrunde
| 15. November Scorecard | Karatschi | Lahore Qalandars 182-6 (20)       | – | Multan Sultans 157 (19.1) |
|                        |           | Lahore Qalandars gewinnt mit Runs |   |                           |

### Finale
| 17. November Scorecard | Karatschi | Lahore Qalandars 134-7 (20)         | – | Karachi Kings 135-5 (18.4) |
|                        |           | Karachi Kings gewinnt mit 5 Wickets |   |                            |